# Ginés Jesús Hernández
Ginés Jesús Hernández y Martínez (Mula, Murcia, España, 1 de julio de 1959), de nombre religioso Sergio María y conocido como Gregorio XVIII, fue el tercer papa de la Iglesia Palmariana, que  sucedió en el cargo a Manuel Alonso Corral (Pedro II), el 15 de julio de 2011. Antes de su ingreso en la orden del Palmar, era militar retirado.

## Dimisión
En 22 de abril de 2016 dejó el papado palmariano, abandonando también la vida religiosa para viajar en compañía de su novia. En mayo de 2016 declaró que “Todo ha sido un montaje, sobre todo económico, aprovechándonos del milagro de la Virgen”;
Tras su dimisión fue sucedido por el sacerdote palmariano Eliseo María, cuyo nombre real es Joseph Odermatt que tomó el nombre de Pedro III.
Excomulgado por la Iglesia Palmariana.

## Matrimonio
Siendo Papa de la Iglesia palmariana empezó una relación Nieves Triviño, una exmonja del Palmar, con quien contrajo matrimonio por lo civil el 11 de septiembre de 2016 en Monachil, Granada, en una ceremonia íntima cargada de referencias a la vida religiosa que vivieron ambos.

## Episodios policiales
El 10 de junio de 2018, tras intentar robar en la basílica del Palmar de Troya, saltando el muro enmascarado y armado, con su esposa, Nieves Triviño, exmonja de la orden, se vio envuelto en una reyerta en la que resultaron heridos de arma blanca tres personas, entre ellas el propio Ginés que fue trasladado al Hospital Virgen del Rocío de Sevilla con neumotórax. Hernández fue condenado en mayo de 2019 a seis años de prisión por el Juzgado de lo Penal n.º 10 de Sevilla, dos años por los delitos de robo con violencia e intimidación en casa habitada en grado de tentativa con agravante de disfraz y cuatro años por dos delitos de lesiones producidas a dos sacerdotes de la iglesia, mientras que Triviño fue condenada a cinco años. A ambos se les impuso igualmente una orden de alejamiento de 300 metros de la catedral del Palmar de Troya y de los agredidos, además de indemnizaciones en concepto de responsabilidad civil que debían ser abonadas en el plazo de un año. Los dos evitaron la entrada en prisión al suspenderse la pena durante cinco años con la condición de no cometer más delitos.
No obstante, Hernández volvió a ser investigado en julio de 2021 por presunto cultivo y elaboración de marihuana tras un robo (en el argot, «vuelco») de la misma ocurrido el día 11 de julio en su residencia de Monachil.«Romances, navajazos… y ahora marihuana: el último lío del papa Ginés del Palmar de Troya». El Español. 27 de julio de 2021.</ref>

| Predecesor: Manuel Alonso Corral (Pedro II) | Papa de la Iglesia palmariana 2011-2016 | Sucesor: Joseph Odermatt (Pedro III) |